# 尖山埤水庫
尖山埤水庫，位於臺灣臺南市柳營區旭山里山仔腳，為日治時期的鹽水港製糖株式會社所建造（即今日台糖公司前身之一）的水庫，乃為了供應新營製糖所（今新營糖廠）的冷卻用水而建，水源為龜重溪的一條支流。於1936年10月動工，工程師為永野幸之亟，1938年10月完工啟用。溢洪道採無閘門控制之自由溢流道，設計最大蓄水量為633萬立方公尺，現今約為306萬立方公尺。集水區面積為10.28平方公里，滿水位面積為75.69公頃。

## 沿革
而尖山埤水庫的水在1967年配合台糖公司的四年增產方案進行耗水回收引灌農場工程後，省下的水引灌至太康農場250公頃的蔗園，使得尖山埤水庫除提供工業用水外也開始提供灌溉用水。1975年台糖新營總廠將水庫事務從農場課劃出，成立水庫管理課，除管理水庫及山林保育外，也開始規畫尖山埤的觀光業，隔年在臺灣省政府交通處核定後，尖山埤成為臺南縣定風景特定區，而水庫管理課也在1991年3月改為尖山埤水庫風景區管理中心，於4月27日開幕營運。而在2000年時風景區開始改名為尖山埤江南渡假村，後來在台糖改用事業部制後，於2004年從新營場改為休閒遊憩事業部的旗下單位。

## 外部連結
台糖柳營尖山埤渡假村 （页面存档备份，存于）